# カナダの競馬
カナダの競馬（カナダのけいば）では、カナダにおける競馬について記述する。

## 歴史
イギリスの植民地であった1760年代にケベック州で近代競馬（正式のルールと専用の施設（競馬場）に基づく競馬）が始められ、1830年にはモントリオール競馬場が建設される。
1836年にケベック州でキングズプレートが創設され、1860年にはオンタリオ州でクイーンズプレートが行われる。
このレースはイギリス国王が男性の時代にはキングスプレート、女性の場合にはクイーンズプレートとして行われ、ケベック州の競馬が衰退する1950年代まで同じ名前を冠したレースがケベック州、オンタリオ州にて施行されていたことになる。
オンタリオ州では1874年にはウッドバイン競馬場（後にグリーンウッド競馬場に改名。その後廃止。現在のウッドバイン競馬場とは別施設。）が建設され、1881年にオンタリオジョッキークラブ（2001年にウッドバインエンターテイメントグループに名称変更）を設立する。
オンタリオジョッキークラブの会長を務めたこともあるE.P.テイラーは「カナダ競馬の父」とも呼ばれ、1973年にジョッキークラブオブカナダを創設し、規模の小さい競馬場の廃止等を行いグリーンウッド競馬場（現在は廃止）、ウッドバイン競馬場、フォートエリー競馬場の3場での集中開催を実現する。また、テイラーはウインドフィールズファームを拠点にノーザンダンサー、ニジンスキーなどを生産するなど馬産でも成功を収める。
1978年にはカナダ競馬名誉の殿堂が設立される。
1996年にはアメリカ以外での開催は初となるブリーダーズカップがウッドバイン競馬場で開催される。

## 特徴
- 賭けはパリミュチュエル方式のみ合法で、第一次世界大戦後にブックメーカーは禁止された。
- サラブレッドの生産頭数は2600頭ほどで、馬産がもっとも盛んなのはオンタリオ州。
- アメリカ合衆国の競馬と密接な関係にある一方、馬産地限定の競走も多く抱えている。特に、カナダのクラシック三冠競走はすべてカナダ産馬限定競走となっている。それらの競走には国際格付けであるグレードがつけられていない。なお、一部の競馬新聞などの媒体では、「G1C」と国内グレードとして表記されることがある。

## 主な競走

### 平地競走
カナダ産馬限定
- クラシック
  - キングズプレート
  - プリンスオブウェールズステークス
  - ブリーダーズステークス
  - ウッドバインオークス
  - バイソンシティステークス
  - ワンダーウェアステークス

国際競走
- ウッドバインマイルステークス
- E.P.テイラーステークス
- カナディアンインターナショナルステークス
- ナタルマステークス
- サマーステークス
- ハイランダーステークス
- ニアークティックステークス

## 現在のカナダの主な平地競走のレース日程（G1競走のみ）
- 8月- （第3週）E.P.テイラーステークス
- 9月- （第3週）ウッドバインマイルステークス・ナタルマステークス[1]・サマーステークス
- 10月- （第2週）カナディアンインターナショナルステークス

暦の関係上、開催が前の月に前倒しする時や、翌月にずれ込むことがあり、第○週と書いてあるものがずれることがよくある。よってあくまでも目安として判断していただきたい。

## 主な競馬場
アルバータ州
- スタンピード・グランドスタンド
- ノースランズパーク競馬場

オンタリオ州
- ウッドストック競馬場
- ウッドバイン競馬場
- カワーサ・スピードウェイ
- サドベリーダウンズ競馬場
- フォートエリー競馬場
- フランボロダウンズ競馬場
- モホーク競馬場
- リデューカールトン競馬場

ケベック州
- モントリオール競馬場

サスカチュワン州
- マーキスダウンズ競馬場

ブリティッシュコロンビア州
- キンパーク競馬場
- サンフラワーダウンズ競馬場
- デザートパーク競馬場
- セージブラッシュ競馬場
- ヘイスティングス競馬場

プリンスエドワードアイランド州
- シャーロットタウン競馬場

マニトバ州
- アッシニボニア競馬場

## 日本への遠征
→詳細は「海外調教馬による日本への遠征」を参照。